# Жюгон-ле-Лак (кантон)
Жюго́н-ле-Лак (фр. Jugon-les-Lacs) — упраздненный кантон во Франции, в регионе Бретань, департамент Кот-д’Армор. Входил в состав округа Динан.
Код INSEE кантона — 2217. Всего в кантон Жюгон-ле-Лак входило 6 коммун, из них главной коммуной являлась Жюгон-ле-Лак.

## Коммуны кантона
| Коммуна      | Население, чел. (1999) | Почтовый индекс | Код INSEE |
| ------------ | ---------------------- | --------------- | --------- |
| Доло         | 426                    | 22270           | 22051     |
| Жюгон-ле-Лак | 1348                   | 22270           | 22084     |
| Пледельяк    | 1238                   | 22270           | 22175     |
| Плене-Жюгон  | 2265                   | 22640           | 22185     |
| Плетан       | 1396                   | 22640           | 22193     |
| Трамен       | 527                    | 22640           | 22341     |

## Население
Население кантона на 2006 год составляло 7 825 человек.
| 1962 | 1968 | 1975 | 1982 | 1990 | 1999  | 2006  | 2007 |
| ---- | ---- | ---- | ---- | ---- | ----- | ----- | ---- |
| -    | -    | -    | -    | -    | 7 200 | 7 825 | -    |